# أدهم (خيل)

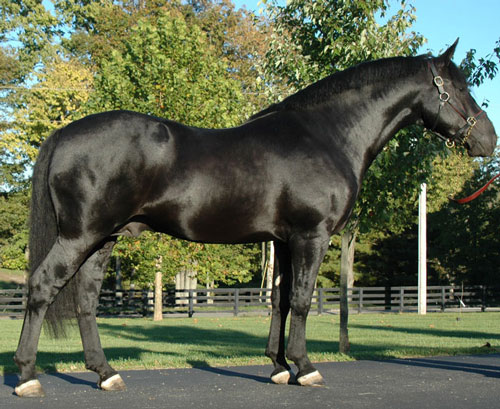
فرس الجرّ الأيرلندي الأدهم

الأَدْهَم هو أحد ألوان كسوة الخيل، حيث تكون الكسوة بأكملها أسودًا. ليس من غير المألوف الخلط بين الأشقر الداكن أو الكميت والأدهم.
تمتلك الخيول الدهماء عيونًا بنية داكنة، وبشرة سوداء، وكسوات سوداء بالكامل بدون أي مناطق من الشعر المحمر أو البني بشكل دائم. قد يكون لديهم جلد وردي تحت أي علامات بيضاء تحت مناطق الشعر الأبيض، وإذا كانت هذه العلامات البيضاء تشمل عين واحدة أو كلتا العينين، فقد تكون العيون زرقاء. تبيضّ العديد من الخيول الدهماء بسبب التعرض للعوامل الجوية والعرق، وبالتالي قد تفقد كسواتها بعضًا من طابعها الأسود الغني وقد تشبه حتى اللون الكميت أو الأحوى الأحم على الرغم من أن فحص لون الشعر حول العينين والخطم والأعضاء التناسلية سيحدد اللون.